# Luci Postumi Megel (cònsol 262 aC)
Luci Postumi Megel (en llatí: Lucius Postumius L. F. L. N. Megellus) va ser un magistrat romà del segle iii aC. Era fill de Luci Postumi Megel, que va ser tres vegades cònsol.
La impopularitat i la disbauxa del seu pare no van tenir cap efecte en el cursus honorum de Postumi. Va ser pretor segons els Fasti, però es desconeix l'any. El 262 aC va ser elegit cònsol, durant el tercer any de la Primera Guerra Púnica i se li va assignar la província de Sicília junt amb el seu col·lega Quint Mamili Vítul. Tot el període el va passar al setge d'Agrigent que va conquerir després de sis mesos de bloqueig i de guanyar la batalla d'Agrigent. Va ser censor el 253 aC, any de la seva mort.
Formava part de la família romana Megel (Megellus), de la gens Postúmia.